# Kadarpiku
Koordinaten: 58° 57′ N, 23° 43′ O
Kadarpiku ist ein Dorf (estnisch küla) in der Landgemeinde Lääne-Nigula im Kreis Lääne in Estland. Bis 2013 gehörte es zur mittlerweile aufgelösten Landgemeinde Taebla.

## Einwohnerschaft und Lage

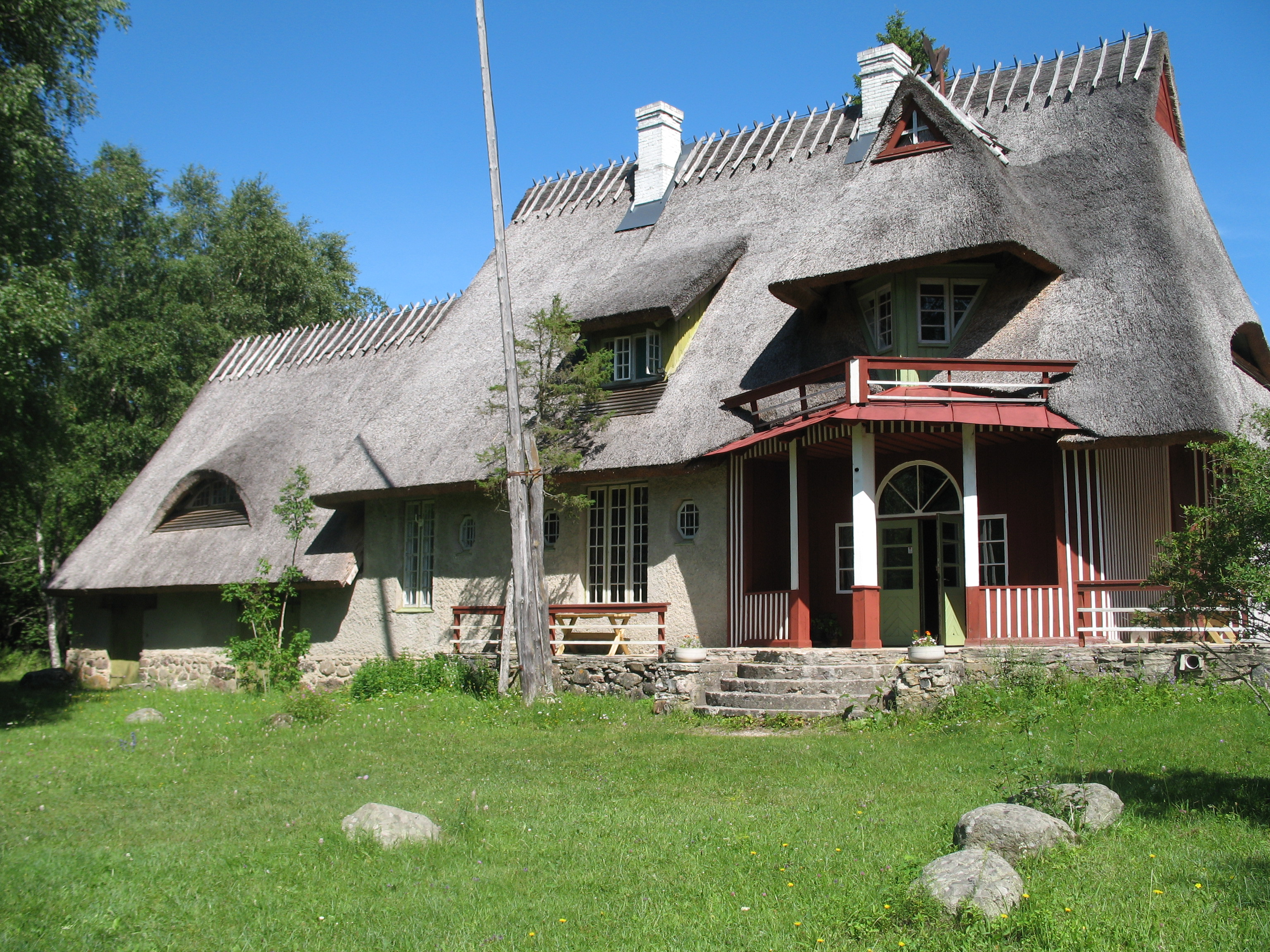
Ants-Laikmaa-Museum

Der Ort hat 37 Einwohner (Stand 31. Dezember 2011). Seine Fläche beträgt 5,3 Quadratkilometer. Kadarpiku liegt zwölf Kilometer von der Landkreishauptstadt Haapsalu entfernt.

## Ants Laikmaa
Seit den 1960er Jahren ist im ehemaligen Wohnhaus des Künstlers Ants Laikmaa (1866–1942) ein Museum untergebracht.
Das Museum widmet sich Ants Laikmaas Leben und umfangreichen künstlerischen Schaffen. Laikmaa, der in Düsseldorf studiert hatte, war mit seinen Landschaftsbildern und Porträts einer der ersten und angesehensten estnischen Künstler seiner Zeit. Mit ihm begannen die realistische Malerei und die Tradition der Künstlerausstellungen in Estland. Daneben sind in dem Museum auch ethnographische Gegenstände ausgestellt, die Laikmaa mit Leidenschaft sammelte.
Laikmaa bewohnte in den letzten zehn Lebensjahren das Haus mit seiner nationalromantischen Architektur. Er hatte mit dem Bau des Hauses allerdings bereits in den 1920er Jahren begonnen. Charakteristisch ist das hohe Schilfdach. Sein Atelier befindet sich im ersten Obergeschoss.
Hinter dem Wohnhaus liegt sich das 1923 errichtet kleine Sommerhäuschen mit dem hohen Reetdach, das Laikmaa scherzhaft „Mein Tusculum“ nannte.
Etwas entfernt vom Haus findet sich auch das Grab Laikmaas unter hohen Fichten. Laikmaa hat die Grabstelle selbst gestaltet. Ein Denkmal aus Granit des estnischen Bildhauers Juhan Raudsepp von 1956 erinnert an ihn.
In dem weit angelegten, sieben Hektar großen Garten sind neun Eichen gepflanzt, die jeweils berühmten Künstlerfreunden Laikmaas oder deren Angehörigen gewidmet sind. Oft waren etwa Marie Under, Friedebert Tuglas und Gustav Suits in den Sommermonaten bei ihm zu Gast.